# Corsia crenata
Corsia crenata ist eine blattgrünlose Pflanzenart aus der Familie der Corsiaceae. 

## Merkmale
Wie alle Arten der Gattung hat auch Corsia crenata die Photosynthese aufgegeben und bildet dementsprechend kein Chlorophyll mehr. Stattdessen lebt sie myko-heterotroph von einem Pilz.
Corsia crenata ist eine ausdauernde Pflanze, die nur zur Blütezeit oberirdisch wächst. Aus dem Rhizom sprießt dann ein bis zu 12 Zentimeter langer, zylindrischer, schwach geriefter Stängel. Die fünf Blätter sind bis zu 14 Millimeter lang, ahlenförmig spitz und dreinervig, die beiden äußeren Nerven sind verzweigt. Die Tragblätter sind den Laubblättern gleich, jedoch etwas lanzettlicher.
Die aufrechten Einzelblüten sind endständig und stehen an Blütenstielen, die 8 Zentimeter lang sind. Von den sechs Blütenblättern (je drei Tepalen in zwei Blütenblattkreisen) sind fünf rhombat-lanzettlich bis lanzettlich, zur Spitze hin stumpf, 6 bis 7,5 Millimeter lang und 1,3 bis 2,2 Millimeter breit, dreinervig und glatt. 
Das oberste sechste, das sogenannte Labellum, ist spieß- bis herzförmig, an der Spitze abgerundet und stark vergrößert (rund 7 Millimeter lang und 8 Millimeter breit), sein Ansatz ist stumpf herzförmig. Von der Mittelrippe gehen fünf verzweigte Seitenrippen zu jeder Seite des Labellums ab. Der Kallus ist halbkreisförmig und verdickt, über ihm findet sich eine fein papillöse, nur schwach sichtbare unregelmäßige Verdickung, von der aus gelegentlich so viele verdickte Lappen ausgehen, wie das Labellum Seitenrippen hat. 
Am Ansatz ist das Labellum direkt mit dem rund 0,5 Millimeter langen Gynostemium verwachsen. Die freien Staubfäden sind 1 Millimeter, die Staubbeutel 0,8 Millimeter lang. Der Griffel ist 1,2 Millimeter lang. 

## Verbreitungsgebiet
Corsia crenata ist nur einmal im westlichen Teil Neuguineas im Gauttier-Gebirge auf 500 m Höhe aufgesammelt worden.

## Systematik
Corsia crenata wurde 1914 von Johannes Jacobus Smith erstbeschrieben. Sie wird in der Sektion Sessilis platziert, da das Labellum direkt mit dem Gynostemium verwachsen ist. 

## Nachweise
- Pieter van Royen: Sertulum Papuanum 17. Corsiaceae of New Guinea and surrounding areas. In: Webbia. 27: 223–255, 1972